# Jackson Wahengo
Jackson Wahengo (* 1978 in Ndola, Sambia; eigentlich Mbwayakalola Wahengo) ist ein namibischer Musiker.

## Leben
Jackson Wahengo wuchs in Kwanza Sul (Angola) und in Brazzaville (Republik Kongo) im Exil auf. Seide Leidenschaft für Musik entwickelte sich durch das Singen von Freiheitsliedern in den angolanischen Flüchtlingslagern. Als Teenager begann er, Gitarre zu spielen und sang während seines Aufenthalts in angolanischen Flüchtlingscamps Friedenslieder für seine Heimat Namibia. Nach deren Unabhängigkeit kehrte er 1990 dorthin zurück.
Von 1994 bis 2003 spielte Wahengo zusammen mit seinen Brüdern Setson Wahengo und Tulonga Wahengo in der Reggae-Band Mighty Dreads. Er verließ die Band für ein Jazz-Studium an der Universität Kapstadt, das er mit einem Diplom abschloss. Anschließend spielte er in den Bands Formula Band und Eenganga, bis er 2008 mit seiner Frau und seiner Tochter nach Genf (Schweiz) zog. Dort lebte Wahengo bis 2015, aktuell lebt und arbeitet er in Kopenhagen (Dänemark).
Wahengo vermischt in seiner Afropop-Musik traditionelle afrikanische Elemente mit Jazz, Rumba, Zouk, Shambo und Reggae. Er singt in seiner Muttersprache Oshivambo über die gegenwärtige und traditionelle Gesellschaft und Politik Namibias.
Wahengo hat in verschiedenen Bands in Namibia und Südafrika gespielt und ist auf einigen berühmten Festivals aufgetreten, u. a. auf dem Montreux Jazz Festival. 2012 veröffentlichte er sein Debütalbum Akutu Hewa.

## Band
- Jackson Wahengo: Gitarre und Gesang
- Tamaé Gennai: Keyboard und Begleitgesang
- Andrew Fluckiger: Schlagzeug
- Orland Oliva: Bass

## Diskografie
- Akutu Hewa (2012)